# Mariene ecoregio Centraal en Zuidelijk Groot Barrièrerif
De Mariene ecoregio Centraal en Zuidelijk Groot Barrièrerif (143) (Engels: Central and Southern Great Barrier Reef marine ecoregion) is een biogeografische regio en ligt in het zuidwesten van de Grote Oceaan in de Mariene provincie Noordoost-Australische Plat (33) in het Marien rijk Centrale Indo-Pacific. De mariene ecoregio is vastgesteld door het World Wide Fund for Nature en The Nature Conservancy en is vernoemd naar het Groot Barrièrerif.
In het noordwesten grenst het gebied aan de mariene ecoregio Straat Torres en Noordelijk Groot Barrièrerif (142), in het noordoosten en oosten aan de mariene ecoregio Koraalzee (150) en in het zuidoosten aan de mariene ecoregio Tweed-Moreton (202).

## Geografie
De mariene ecoregio ligt in het zuidwesten van de Grote Oceaan voor de noordoostkust van Australië. Het gebied ligt langs de Australische kust in de Koraalzee en strekt zich uit van de stad Cooktown tot ten zuiden de stad Agnes Water.
Door het gebied stroomt de Oost-Australische stroom.

## Biogeografie
Het gebied kent zeeleven dat houdt van tropische temperaturen.